# Straupitz
Straupitz (baix sòrab: Tšupc) és un municipi alemany que pertany a l'estat de Brandenburg. Forma part de l'Amt Lieberose/Oberspreewald. Comprèn els districtes de Horst i Straupitz-Buschmühle.

## Evolució demogràfica
| Any  | Població |
| ---- | -------- |
| 1875 | 1 190    |
| 1890 | 1 278    |
| 1910 | 1 147    |
| 1925 | 1 106    |
| 1933 | 1 044    |
| 1939 | 963      |
| 1946 | 1 638    |
| 1950 | 1 648    |
| 1964 | 1 454    |
| 1971 | 1 502    |

| Any  | Població |
| ---- | -------- |
| 1981 | 1 372    |
| 1985 | 1 327    |
| 1989 | 1 344    |
| 1990 | 1 333    |
| 1991 | 1 311    |
| 1992 | 1 312    |
| 1993 | 1 299    |
| 1994 | 1 295    |
| 1995 | 1 293    |
| 1996 | 1 276    |

| Any  | Població |
| ---- | -------- |
| 1997 | 1 236    |
| 1998 | 1 217    |
| 1999 | 1 203    |
| 2000 | 1 184    |
| 2001 | 1 163    |
| 2002 | 1 132    |
| 2003 | 1 115    |
| 2004 | 1 090    |
| 2005 | 1 054    |
| 2006 | 1 042    |

| Any  | Població |
| ---- | -------- |
| 2007 | 1 031    |
| 2008 | 999      |
| 2009 | 997      |
| 2010 | 988      |
| 2011 | 1 015    |
| 2012 | 993      |
| 2013 | 991      |

## Personatges il·lustres
- Albin Moller, un dels primers autors de la literatura sòraba.